# 凱斯 (肯塔基州)
凱斯（英語：Cayce）是位於美國肯塔基州富爾頓縣的一個人口普查指定地區。

## 人口
根據2020年美國人口普查的數據，凱斯的面積為4.24平方千米，當中陸地面積為4.22平方千米，而水域面積為0.02平方千米。當地共有人口119人，而人口密度為每平方千米28.07人。